# Cronologia antisemitismului

Arderea pe rug a evreilor în Evul Mediu, după o gravură de epocă

Această cronologie a antisemitismului menționează acele acțiuni și evenimente notabile din decursul istoriei, caracterizate prin ostilitate și ură la adresa evreilor, dar și acele acțiuni menite să combată efectul antisemitismului.

## Antichitate
175 î.Hr. - 165 î.Hr.
În „Cartea Macabeilor” (din Septuaginta) se menționează atacul monarhului seleucid Antioh Epifanul și atrocitățile comise de acesta împotriva evreilor și a celor de religie iudaică.
Astăzi, sărbătoarea Hanuka comemorează victoria macabeilor împotriva acestei monarhii siriene.
Secolul al II-lea î.Hr.
Mai multe scrieri greci sau romane, cum ar fi cea a lui Manase de Patras, Apion sau Plutarh, reiterează în mod peiorativ mitul conform căruia evreii s-ar închina unui "chip cioplit" în formă de porc, vițel de aur.
Istoricul Iosephus Flavius le consideră afirmații nefondate.
19
Împăratul roman Tiberius expulzează pe evrei din Roma, eveniment relatat de Suetoniu, Iosephus Flavius și Dio Cassius.
37 - 41
În timpul unei revolte, mii de evrei au fost uciși în Alexandria, așa cum ne relatează Philon din Alexandria în scrierea Flaccus.
50
Claudius interzice evreilor să participe la adunări; ulterior acesta îi va expulza din Roma, lucru evocat de Suetoniu.
66 - 73
Marea Revoltă a Evreilor împotriva romanilor este înăbușită de Vespasian și apoi de Titus. Iosephus Flavius descrie evenimentul situându-se de partea romanilor susținând că Titus a întreprins cu moderație asediul Ierusalimului din anul 70.
Secolul I
Apion din Alexandria susține că evreii ar participa la ritualuri sângeroase soldate cu sacrificii umane.
Juvenal scrie poezie antievreiască.
Iosephus Flavius de asemenea plăsmuiește o serie de mituri antisemitice în lucrarea Împotriva lui Apion.
Sfârșitul secolului I - începutul secolului al II-lea
Tacitus scrie o polemică anti-iudaică în lucrarea sa Historiæ.
Aceasta are ca punct de plecare intoleranța lumii romane politeiste față de monoteismul promovat de iudaism.
115 - 117
Dio Cassius în Istoria Romei, precum și Eusebiu din Cezareea în Historia Ecclesiastica, precum și o serie de papirusuri egiptene descriu cum mii de evrei sunt uciși în timpul unor războaie civile din Egipt, Cipru și Cyrenaica.
c. 119
Împăratul roman Hadrian scoate în afara legii ritualul circumciziei, astfel că iudaismul devine în mod clar considerat ilegal.
c. 132 - 135
Reprimarea revoltei lui Bar Kochba.
După Dio Cassius, sunt uciși 530.000 de evrei.
Împăratul Adrian expulzează evreii din Iudeea care împreună cu cei din Galileea formează provincia Syria Palaestina.
Deși o mare parte a evreilor rămân în Samaria și Galileea, patriarhii se exilează în Tiberias și astfel avem de-a face cu debutul diasporei ebraice.
Pe ruinele Templului din Ierusalim, Adrian ridică un lăcaș de cult dedicat lui Jupiter.
167
Prima acuzație cunoscută de deicid la adresa evreilor, prin care aceștia sunt acuzați de uciderea lui Iisus printr-o predică atribuită episcopului Melito de Sardis.

## Secolul al IV-lea
306
Sinodul din Elvira interzice căsătoriile dintre creștini și evrei și chiar contactele sociale dintre cele două grupări confesionale.
315 - 337
Împăratul Constantin cel Mare emite diverse legi privind evreii:
- evreilor nu li se permite să aibă sclavi creștini sau să își circumcidă sclavii.
- conversia creștinilor la iudaism este considerată în afara legii.
- evreilor li se permite accesul la ruinele templului din Ierusalim doar în zilele de comemorare a distrugerii acestuia.

325
Primul conciliu de la Niceea: Biserica Creștină face diferențierea dintre data Paștelui creștin și Paștelui evreiesc sugerând astfel că cele două confesiuni religioase nu trebuie să aibă nimic în comun, deoarece renumele evreilor ar fi pătat de uciderea lui Hristos.
361 - 363
Împăratul roman Iulian Apostatul permite evreilor să se reîntoarcă în Ierusalim și să reconstruiască Templul.
386
Ioan Chrysostom din Antiohia scrie opt predici împotriva evreilor, intitulate Adversus Judaeos.
388
În Callinicum, o mulțime de creștini, la invitația episcopului local, arde și jefuiește o sinagogă.
Împăratul roman Teodosiu I pedepsește pe atacatori ordonându-le să refacă lăcașul de cult evreiesc.
Episcopul de Milano, Aurelius Ambrosius (devenit ulterior Sfântul Ambrozie) se opune cu vehemență cererii împăratului și acesta din urmă renunță la plata daunelor.
399
Împăratul Honorius al Imperiului Roman de Apus îi numește pe evrei superstitio indigna și le confiscă aurul și argintul adunat în sinagogi pentru a fi trimis la Ierusalim.

## Secolul al V-lea
415
Evreii sunt acuzați că în timpul sărbătorii Purim ar comite crime rituale.
Creștinii din Antiohia și Magona vandalizează sinagogile.
Episcopul Chiril din Alexandria îi încurajează, îi alungă pe evrei și dă mulțimii bunurile confiscate de la aceștia.
Deoarece se opune, Oreste, prefectul Alexandriei este atacat cu pietre, riscând să-și piardă viața.
418
Prima relatare a faptului că evreii sunt obligați să se convertească sub amenințarea expulzării.
Severus, episcop de Minorca, susține că, după ce a cucerit insula, a forțat 540 de evrei să treacă la creștinism
419
Calugărul Barsauma (ulterior episcop de Nisibis) adună un grup de susținători și, trei ani consecutiv, distruge sinagogile din Palestina.
429
Împăratul Teodosiu al II-lea al Imperiului Bizantin ordonă ca        toți banii strânși de evrei pentru susținerea școlilor să fie returnați trezoreriei imperiale.
439, 31 ianuarie
Este adoptat Codex Theodosianus, prima compilație juridică imperială.
Evreilor le sunt interzise funcțiile din domeniul financiar, cele juridice și executive.
Se menține în continuare interdicția de a se constru noi sinagogi.
Legile antievreiești se aplică și la samariteni.
Codul este preluat și de împăratul Valentinian al III-lea al Imperiului Roman de Apus.
451
Conducătorul sasanid, Yazdegerd al II-lea, decretează abolirea sabatului și dispune uciderea mai multor lideri ebraici.
465
Conciliul de la Vannes: Galia interzice clerului creștin să participe la sărbătorile evreilor.

## Secolul al XI-lea
1096
Cruciada Germană din 1096 are drept consecință masacrarea evreilor din Speyer, Worms, Mainz și alte orașe germane.

## Secolul al XIV-lea
1348

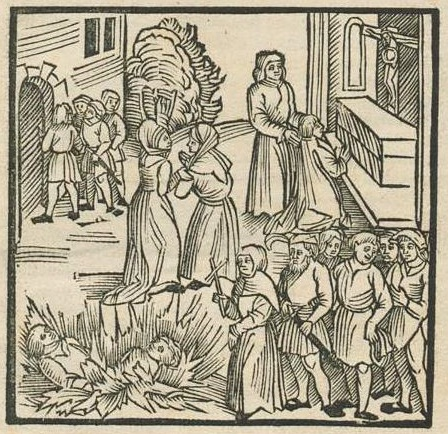
Gravură ce descrie Masacrul de la Lisabona din 1506

În perioada epidemiei de ciumă bubonică, evreii sunt acuzați că otrăvesc fântânile.
1349
Pe 24 august, în special la Mainz și Köln sunt uciși 6.000 de evrei, acuzați de răspândirea ciumei bubonice.

## Secolul al XX-lea
1933
- Partidul nazist al lui Hitler preia puterea și începe promovarea programului de exterminare a evreilor din Germania.
- Sunt construite primele lagăre de concentrare.
- 1 aprilie: Hitler incită la boicot împotriva comercianților evrei. Se consideră prima acțiune la nivel național împotriva evreilor.

1934
- În Germania, evreii sunt privați de dreptul de a beneficia de servicii de sănătate.

- 24 martie: Guvernul celui de-al Treilea Reich retrage cetățenia germenă evreilor.

1935
Sunt aprobate Legile rasiale de la Nürnberg, care interzic căsătoriile și raporturile sexuale dintre evrei și germani.
1936
Se desfășoară Jocurile Olimpice de vară din 1936 de la Berlin.
Din motive propagandistice, evreii germani sunt tratați ceva mai bine (dar numai pentru o scurtă perioadă).
1937
Evreilor din Germania li se interzic anumite profesii ca medic sau contabil.
1938
9 - 13 noiembrie: Noaptea de cristal - În numeroase localități germane și austriece sunt devastate casele și magazinele evreilor.
1939
- octombrie: se înființează la Lublin primul ghetou evreiesc.
- decembrie: evreii sunt obligați de regimul nazist să poarte steaua lui David.

1940
- Evreii germani sunt deportați în Polonia (aflată deja sub ocupație nazistă încă din septembrie 1939) și forțați să locuiască în ghetouri (peste 600.000 de evrei).
- 31 octombrie: Evreii din Varșovia au fost mutați în ghetouri.

1941
- Ocuparea nazistă a URSS pune în pericol cele peste trei milioane de evrei locali.
- Reinhard Heydrich este însărcinat de Hermann Göring să coordoneze Soluția finală a problemei evreiești în Europa.
- În Polonia este declanșată Operațiunea Reinhard, care avea ca scop uciderea celor două milioane de evrei din această țară.
- 27 - 29 iunie: Pogromul de la Iași - unul dintre cele mai violente pogromuri din România, soldat cu peste 13.000 de victime și alți 4.000 de evrei îmbarcați în "trenurile morții" din care mai mult de jumătate și-au pierdut viața.

1942
- 20 ianuarie: Conferința de la Wannsee - Se propun planurile pentru aplicarea "Soluției finale".
- 16 iulie: Guvernul de la Vichy dispune internarea a 13.000 - 20.000 de evrei în clădirea Velodromului de iarnă.
- 2 iulie: începe deportarea sistematică a evreilor din Ghetoul Varșoviei.
- 29 octombrie: Guvernul și clerul britanic condamnă persecutarea evreilor de către Germania nazistă.